# Pölöske
Pölöske is een plaats (község) en gemeente in het Hongaarse comitaat Zala. Pölöske telt 891 inwoners (2001).